# Itziar Zubizarreta Aierbe
Itziar Zubizarreta Aierbe (Ordizia, Guipúscoa, 1952) és una escriptora basca i experta en literatura infantil i juvenil. Ha treballat com contaire i organitza tallers i cursos dirigits a pares, mares i educadors.

## Trajectòria professional
Itziar Zubizarreta va iniciar la seva carrera laboral a l'àmbit de l'Educació a l'Ikastola Herri Ametsa de Donostia l'any 1972 com a tutora en Educació Primària Obligatòria, on va començar a treballar i desenvolupar la metodologia del llenguatge.
Al cap d'un temps va deixar el treball directe amb els nens i va ser professora a l'Escola Universitària Diocesana de Magisteri de Donostia durant 8 anys, impartint classes de Literatura Infantil, Didàctica de la Literatura Infantil i Didàctica del Llenguatge. Durant aquest període va desenvolupar cursos, jornades, experiències didàctiques, etcètera, entorn del tractament del llenguatge oral i escrit. Va crear material complementari, d'una banda, inventant i escrivint contes i nous jocs de paraules i, per un altre, redactant materials didàctics relacionats amb el llenguatge.
A partir de l'any 1994 es va dedicar també a la narració oral, exercint de contaire per a nens. Zubizarreta té la percepció que els contes són la projecció del món interior de l'ésser humà i que planteja temes transcendentals als nens al mateix temps que els dona pistes de com enfrontar-los. Li dona molta importància a la manera d'explicar els contes, ja que el narrador expressa la seva visió del conte en interpretar-ho.
Al marge de la seva trajectòria en l'ensenyament ha treballat, sobretot, a l'empara de dues entitats en les quals ha desenvolupat tallers, cursos, jornades i altres per fomentar la lectura i la Literatura Infantil i Juvenil.

### Galtzagorri Elkartea
Galtzagorri Elkartea, l'Associació de Literatura Infantil i Juvenil en basc, és la branca basca de l'OEPLI-IBBY. A partir de 2002 Itziar Zubizarreta es va integrar a la Junta Directiva de l'Associació i l'any [2008 va crear el projecte Bularretik mintzora (Del pit a la paraula) per fomentar hàbits de lectura entre nens de 0 a 6 anys. Aquest projecte es basa en el fet que la lectura es pot desenvolupar i adquirir en els primers mesos i/o anys de vida dels bebès, a la vegada del llenguatge. Si els pares llegeixen als bebès des de la falda, els acostumen a uns ritmes, cadències i estructures concretes que suposaran la base dels futurs hàbits lectors. En la campanya Bularretik Mintzora els nens són l'objectiu però el treball es realitza en tres fronts: la família, l'àmbit escolar (professors, educadors...) i les entitats públiques (Osakidetza, Biblioteques, Ajuntaments... qualsevol professional que tingui contacte directe amb els menors) per aconseguir impulsar hàbits lectors.
Una activitat popular d'aquest projecte són les motxilles de les ikastoles. Consisteix que el nen rep en la ikastola la motxilla que ha de portar, al costat dels seus pares, a la biblioteca, on agafarà un conte en préstec per llegir en classe. La següent setmana un altre nen agafa el relleu amb el que s'aconsegueix que els nens llegeixin, es facin socis de la biblioteca local i que els pares vagin a la mateixa. Aquesta motxilla uneix el centre educatiu, la família i la biblioteca.
Per aconseguir els seus objectius el projecte Bularretik Mintzora organitza tallers, cursos, i seminaris, promou la col·laboració entre biblioteques i centres escolars, crea i facilita recursos i material didàctic (CDs, fullets, cartells, butlletins...) i tantes altres activitats com siguin necessàries.

### Universitat del País Basc

#### Cursos d'Estiu
Itziar Zubizarreta participa en els Cursos d'Estiu de la Universitat del País Basc punt com a professora com a directora d'alguns cursos relacionats amb la Literatura Infantil i Juvenil i el Foment de la Lectura.

#### Càtedra Mikel Laboa
La Càtedra Mikel Laboa, resultat de la col·laboració de la Universitat del País Basc i de la Diputació Foral de Guipúscoa, té com a objectiu oferir recursos per investigar i difondre l'art i folklore bascos. Una de les activitats d'aquesta Càtedra va ser l'exposició "Aproximació a Mikel Laboa: instal·lació musical" realitzada l'any 2013 al Centre Cultural Koldo Mitxelena de Donostia, en la qual s'explicava la trajectòria i el llegat de Laboa a través del joc i l'experimentació. La idea, el guió i les tasques de coordinació d'aquesta exposició les va realitzar Zubizarreta, prenent part també en presentacions i visites guiades.
La Càtedra Mikel Laboa al costat de la Diputació Foral de Guipúscoa va crear l'any 2016 la pàgina web referida a l'artista. S'hi recullen, sota la coordinació d'Itziar Zubizarreta, la biografia de Laboa, la seva discografia i informació de les seves cançons, crítiques i ressenyes de l'hemeroteca i altres documents sobre el cantant.

## Obra

### Literatura Infantil i Juvenil
Contes i poemes
- Perduts al mar (1990, Pirene Editorial), (Itsasoan galdurik, 1983, Erein)
- Lekeitioko plazan (1985, Erein)
- Bateltxo bat kulunkan (1986, Erein)
- Aztiak zurrin-zurrinka (1990, Erein)
- Vull viure a salts (1992, La Calesa), (Saltoka nahi dut bizi 1992, Erein)
- Bularretik Mintzora (2007, Galtzagorri Elkartea)
- Sasi guzien gainetik (2011, Galtzagorri Elkartea)
- Jolas-moles: jolasean aritzeko poematxoak eta kantuak (2011, Galtzagorri Elkartea)
- Kontuari kontu ipuin bilduma (2012, Galtzagorri Elkartea)

### Didàctica de la lectura i escriptura
- Liburu baten aurkezpena: liburu bat aurkeztu, deskribatu eta izendatzeko gida txiki bat (2007, Galtzagorri Elkartea)
- Irakurketa eta idazketa partekatuz (2010, Galtzagorri Elkartea)
- Testuen ulermenaz (2011, Galtzagorri Elkartea)
- El llibre infantil i juvenil des de la diversitat cultural (2012, Galtzagorri Elkartea)

### Altres obres
- Directora i guionista de la pel·lícula d'animació Jonasen beldurra
- Al costat d'altres autors a treballat en la creació de llibres de text, lectures, quaderns lúdic-didàctics etc. com, per exemple, Saltsa pika, Kikilikon, Euskara: jolas koadernoa, Euskara, 2 Educació Primària, 1 cicle